# 列斯聯足球會紀錄
列斯聯足球會紀錄是指英格蘭球會列斯聯成立自1919年後的記錄。

## 球會紀錄
- 最多入球的球員：

| 排名 | 球員                             | 效力年份             | 出場次數 | 進球數目 |
| ---- | -------------------------------- | -------------------- | -------- | -------- |
| 1    | 彼得·羅利馬（Peter Lorimer）     | 1962-1979、1983-1986 | 703場    | 238球    |
| 2    | 約翰·查爾斯（John Charles）      | 1947-1957、1962      | 327場    | 157球    |
| 3    | 阿倫·奇勒（Allan Clarke）        | 1937-1955            | 364場    | 151球    |
| 4    | 湯姆·真寧斯（Tom Jennings）      | 1925-1931            | 174場    | 117球    |
| 5    | 比利·布藍拿（Billy Bremner）     | 1959-1976            | 771場    | 115球    |
| 6    | 尊尼·基路士（John Giles）        | 1963-1975            | 525場    | 114球    |
| 7    | 米克·鍾斯（Mick Jones）          | 1967-1975            | 312場    | 111球    |
| 8    | 查理·奇切尼（Charlie Keetley）   | 1927-1934            | 169場    | 110球    |
| 9    | 積奇·查爾頓（Jack Charlton）     | 1952-1973            | 772場    | 95球     |
| 10   | 羅素·韋史葛（Russell Wainscoat） | 1925-1931            | 226場    | 93球     |

- 最高觀眾出席人數紀錄：
  - 57,892 人（1967年3月15日，足總杯第五輪重賽，對）

- 最高收入紀錄：
  - 1,006,000英鎊（1995年4月9日，足總杯半決賽，對）

- 最大比分取勝紀錄：
  - 聯賽：8 - 0（1934年4月，甲級賽事，對莱斯特城）
  - 足總杯： 8 - 1（1930年1月，第三輪，對）
  - 聯賽杯： 5 - 1（1963年9月，第二輪，對曼斯菲）
  - 歐洲：10 - 0（1969年9月，歐冠盃第一輪首回合，對利恩）

- 最大比分失利紀錄：
  - 聯賽：1 - 8（1934年8月，甲級賽事，對）
  - 足總杯：2 - 7（1946年1月，第三輪第二回合，對）
  - 聯賽杯：0 - 7（1979年9月，第二輪 對阿仙奴；1966年11月，第三輪，對）
  - 歐洲：0 - 4（1971年9月，足協盃第一輪第二回合，對利尔斯SK；2000年9月，歐聯分組初賽第一賽日，對）

- 代表球隊出場次數最高球員：
  - ，629場（1952-1973年）

- 最高聯賽入球紀錄：
  - 98個（乙級，1927-1928年）

- 個人單季最高入球紀錄：
  - ，42個（乙級，1953-1954年）

- 單季最高連續不敗紀錄：
  - 9場（1973年10月19日-1974年2月23日）

- 最高連續不敗紀錄：
  - 34場（1968年10月19日-1969年8月30日）

- 最高主場連續不敗紀錄：
  - 39場（1968年5月4日-1970年3月28日）

- 最高客場連續不敗紀錄：
  - 17場（1968年10月19日-1969年8月30日）

- 最高主場連續不勝紀錄：
  - 10場（1982年1月16日-1982年5月15日）

- 最高客場連續不勝紀錄：
  - 26場（1936年3月18日-1947年8月30日）

- 最高聯賽連勝紀錄：
  - 9場（1931年9月26日-1931年11月21日）

- 最高聯賽連敗紀錄：
  - 6場（1947年4月26日-1947年5月26日）

- 最高聯賽連續不勝紀錄：
  - 17場（1947年1月18日-1947年8月23日）

- 最高主場連勝紀錄：
  - 13場（1968年11月9日-1969年8月13日）

- 最高客場連勝紀錄：
  - 8場（1963年9月21日-1963年12月28日）

- 球員職業生涯最高入球紀錄：
  - 彼得·羅利馬，168球（1965-1979年、1983-1986年）

- 球員單場比賽最高入球紀錄：
  - 哥頓·鶴臣（Gordon Hodgson），5球（1938年10月，甲級賽事，對莱斯特城）

- 球員年齡最高紀錄：
  - 伊迪·博班克斯（Eddie Burbanks），41歲零23日（1954年4月，對）

- 球員年齡最小紀錄：
  - 彼得·羅利馬，15歲289日（1962年9月，對）

- 最高轉會費收入紀錄：
  - 30,000,000英鎊（2002年8月轉會到）

- 最高轉會費支出紀錄：
  - 18,000,000英鎊（2000年11月由購入）